# Royal Sunday's Club de Bruxelles
El Royal Sunday's Club de Bruxelles es un club de hockey sobre patines de la capital belga de Bruselas.
Su éxito deportivo más destacado a nivel internacional fue la participación en la final de la Copa de Europa de la temporada 1977-1978, aunque la perdió de forma clara ante el Fútbol Club Barcelona por un global de 12-4.